# 古賀亮一
古賀 亮一（こが りょういち、6月10日 - ）は、日本の漫画家。福岡県夜須町（現・筑前町）出身。佐賀大学卒業。東京都小金井市在住。男性。
大学では漫画研究会に所属していた。阪神タイガースのファン。代表作の『ニニンがシノブ伝』はアニメ化もされた。

## 作風
オリジナル作品のほとんどは一話完結型のドタバタコメディである。作品の主人公は大抵女性であり、またエルフ、忍者、アンドロイドなど、普通の人間ではないことが多い。作品の舞台には『桃太郎』、『西遊記』といった古典からの取材も見られる。作中では女性同士の同性愛、いわゆる百合の描写が好んで多用されるが、トーンはあくまでギャグ調である。特に『ゲノム』以降は、圧倒的なネーム量とハイテンションな台詞の掛け合いによるギャグが特徴的で、独自の作風を確立している。漫画、アニメ、特撮、プロレスなどからのパロディも多いが、リアルタイムのものより、昭和50 - 60年ごろ（1970年代 -1980年代）のものからの引用が多いことが特色。短編漫画、とりわけ8ページものを得意とする。猿を好み、作品に頻繁に登場させている。
絵柄は変遷があり、『新ゲノム』など近作では以前より頭身が大きくなってきている。また多くの女性キャラクターは、丁寧でかわいらしい絵でありながら肉感的に描かれていることが特徴。同じ九州出身の吉崎観音とはコミックマーケットで知り合い、商業誌の世界に誘われた。

## 作品リスト

### 連載
- ゲノム（『カラフルBee』1997年1月号より連載開始。『カラフルコミックPUREGIRL』『コミックメガストア』を経て現在は『コミックホットミルク』で連載中）
- たまプラ（『RPGマガジン』1998年5月号 - 1999年5月号）
- 忠犬ディディー（『コミックメガストア』2000年3月号 - 2002年6月号）
- メイドのミミさん（『電撃アニメーションマガジン』2000年3月号 - 2001年5月号）
- ニニンがシノブ伝（『月刊コミック電撃大王』2000年8月号[1] - 2006年3月号）
- それにつけても電撃書店（書店配布用アスキーメディアワークス情報ペーパー「電撃組かわら版」連載中。一般配布はされていない）
- 電撃テンジカーズ（『月刊コミック電撃大王』2006年8月号 - 2010年12月号）
- 宇宙警察☆ミーティアわんわん（『コミック電撃だいおうじ』Vol.1（2013年11月号） - Vol.70（2019年8月号））
- ニニンがシノブ伝ぷらす（『コミックNewtype』2020年6月26日[3] - 連載中）

### 短期連載
- そんなネコな!（『カラフルVESPA』にて全3話連載。コミックス「ゲノム」1巻・「ゲノム金」（「ゲノム」1巻と同内容）に収録）
- チョコんとチロルちゃん!（『コミックパレット』にて全9話連載。コミックス「ゲノム」3巻・「ゲノム銀」（「ゲノム」3巻と同内容）に収録）
- メイドのフミエさん（『コミックジャパン』創刊号に1話掲載ののち雑誌休刊。描きおろしで全7話＋番外編を同人誌として発表）
- ユレバケ（『コミックメガストア』にて読切版ののち全3話連載。コミックス「忠犬ディディー」に収録）

### 読み切り
- 朝が来た!（『夜が来る! ‐Square of the Moon‐ ビジュアルファンブック』）

### イラスト
- トレーディングカード『Venus In Paradise』 1999年 - 2000年
- GAINAX NET Toppage Gallery 2003年9月12日
- ぱにぽにだっしゅ！ - エンドカード

### 書籍
- 『ゲノム』ビブロス〈カラフルコミックスキッズ〉、1998年10月 - 2003年7月、全4巻
- 『新ゲノム』コアマガジン社〈メガストアコミックス〉、2005年8月 - 、既刊9巻（2020年9月30日現在）
- 『ゲノム金』コアマガジン社〈メガストアコミックス〉、2012年5月
  - ビブロス版『ゲノム』の1〜2巻を収録。
- 『ゲノム銀』コアマガジン社〈メガストアコミックス〉、2012年5月
  - ビブロス版ゲノムの3〜4巻を収録。
- 『忠犬ディディー』コアマガジン社〈ハイパーホットミルクコミックス〉、2002年9月、全1巻
- 『ニニンがシノブ伝』メディアワークス〈電撃コミックスEX〉、2002年2月 - 2006年5月、全4巻
- 『電撃テンジカーズ』メディアワークス（1巻）→アスキー・メディアワークス（2・3巻）〈電撃コミックスEX〉、2008年3月 - 2011年6月、全3巻
- 『宇宙警察☆ミーティアわんわん』KADOKAWA アスキー・メディアワークス〈電撃コミックスEX〉、2015年1月 - 2019年8月、全4巻
- 『ニニンがシノブ伝ぷらす』KADOKAWA〈電撃コミックスEX〉、2021年10月 - 、既刊4巻（2025年6月現在）